# 2847 Parvati
A 2847 Parvati (ideiglenes jelöléssel 1959 CC1) a Naprendszer kisbolygóövében található aszteroida. A Lowell Csillagvizsgálóban fedezték fel 1959. február 1-én.